# Skeppsbyggnad

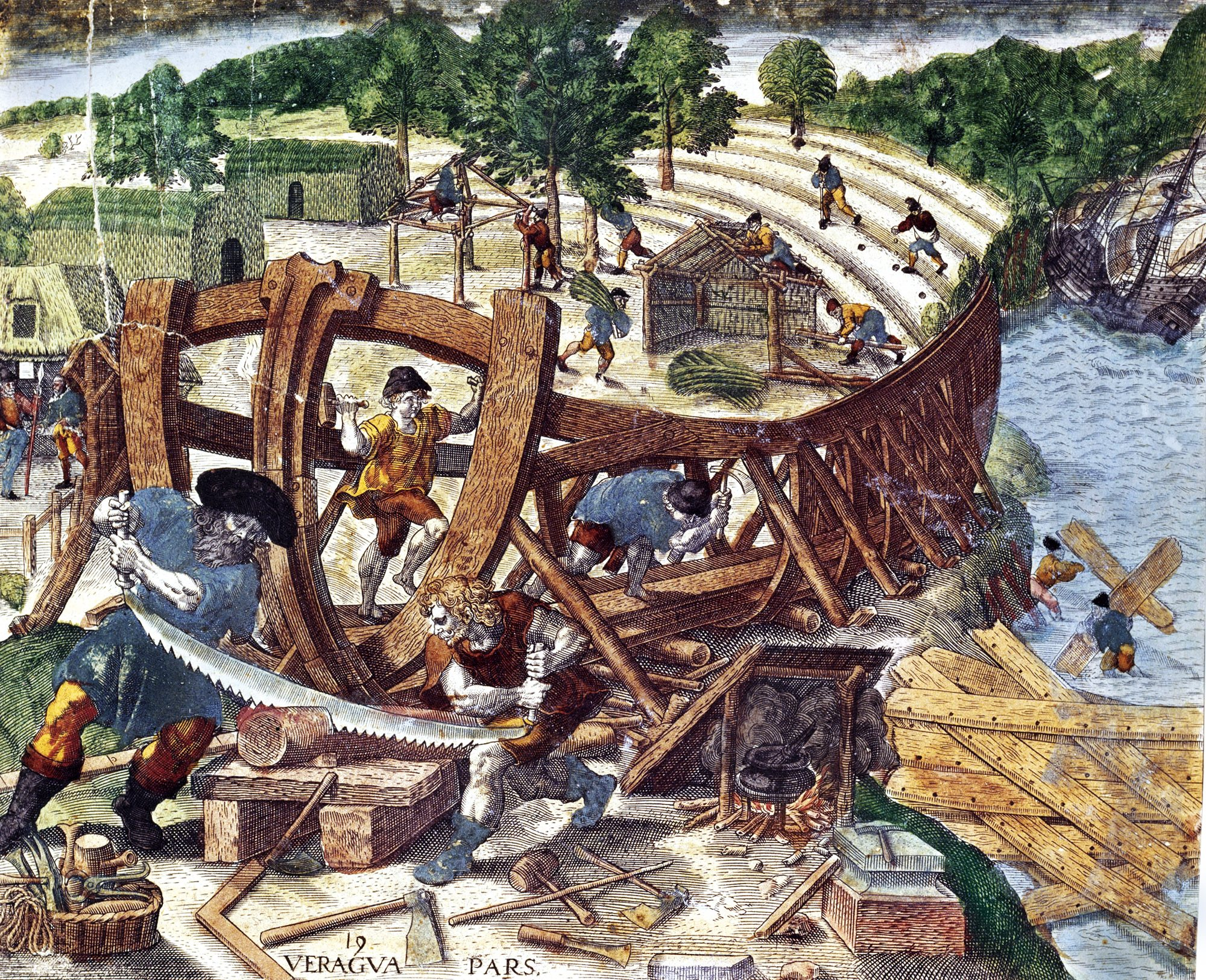
Män från Francisco de Orellanas expedition bygger en mindre brigantin, San Pedro.

Skeppsbyggnad är konsten att bygga skepp och fartyg. Den utövas på ett skeppsvarv, och historiskt byggdes skeppen på en stapelbädd belägen på en strand. 

## Tidig historia
Spår från människor på andra kontinenter ställer frågan, vilka farkoster dessa människor har använt. Den australiska kontinenten uppvisar spår av människor för mer än 40 000 år sedan. Spår av människor på den amerikanska kontinenten finns från mer än 15 000 år sedan. Ön Cypern har varit befolkad i mer än 12 000 år, och fynd har gjorts där som tyder på att husdjur funnits där cirka 8000 före Kristus. Obsidian hämtades eller forslades från Melos till Egypten ungefär 7000 före Kristus. Ön Malta uppvisar tidiga lämningar av människor från cirka 5200 före Kristus.

## Historisk skeppsbyggnad

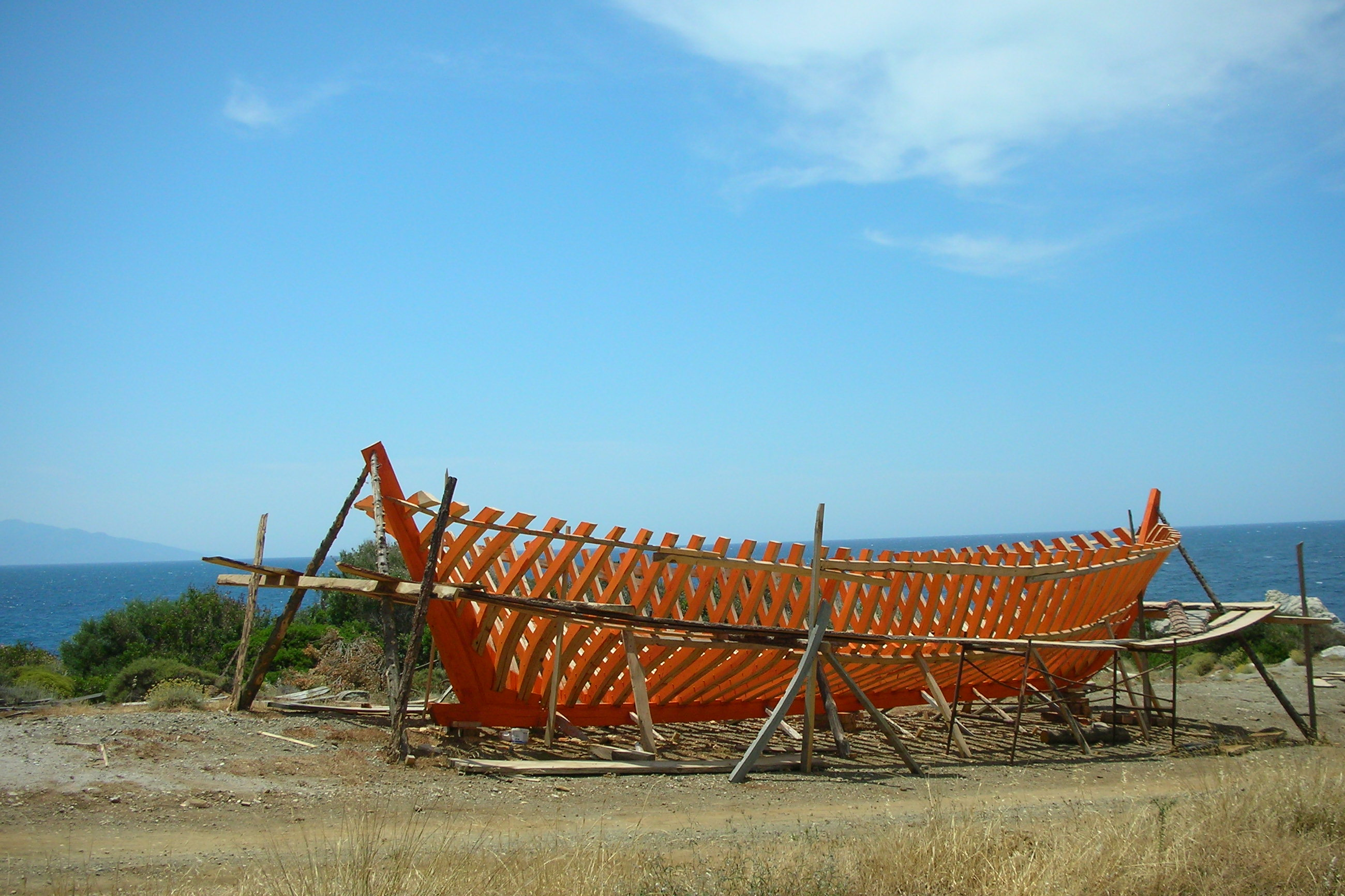
Byggande av en båt med skelettmetoden på Samos

Var skeppsbyggnadskonsten ursprungligen utvecklades är inte känt. Farkoster byggda långt tillbaka i historien kan ha varit enkla stockbåtar eller ribbverk klädda med skinn. Ett fynd i en egyptisk grav från cirka 1900 år före Kristus vid Beni Hasan visar målningar som föreställer människor som är i färd med att bygga en Nilfarkost i trä. Sågen var känd av dessa folk vid den tiden. I östra och framförallt i södra Medelhavet byggdes skepp och båtar i kravell med korta trästycken som var låsta med ett system tappar och dymlingar. Det äldsta kända kravellbyggda skeppet var 43,4 meter långt och 5,9 meter brett, funnet i farao Cheops gravkammare . Beck var länge känt i dessa regioner, ordet kalfatra (drevning) stammar från det arabiska språket. Byggande av båtar och skepp är även känt från Indien, där bedrevs sjöfart på floder och vid kuster. 
Den kinesiska sjöfarten var allmänt väl utvecklad, från 700- till 1500-talet var dessa troligen världsledande . Kina bedrev även skeppsbyggnad, fartygen kunde ha en längd uppemot 70 meter. Kinesernas fartyg vara försedda med balansroder, eller läbord, samt även vattentäta skott innan vår tideräknings början. Kompassen är ett instrument för navigation som förklarades av Shen Kuo.
Medelhavets långskepp naves longae var byggda för att snabbt kunna färdas över havet. Ett långt smalt skepp har den egenskapen att undervattenskroppen gör mindre motstånd vid fart genom vatten, däremot är dessa mindre stabila i sidled. Lastskeppen naves gaulae har haft ett bredare skrov i förhållande till sin längd vilket påverkar stabiliteten i sidled till det bättre. Lastskeppen var långsamma fartyg som seglades längs kuster eller till större öar i till exempel i Medelhavet. Fenicierna anses vara de första större skeppsbyggarna och byggde större handelsfartyg av furu med master av cederträ, till åror användes ek. Utanför Kyrenia fann man 1965 ett seglande skepp från tiden cirka 200 år före kr., kyreniaskeppet har bidragit att förstå den antika skeppsbyggnaden.
Hjortspringbåten är från tiden 400- till 300 år före Kristus, och grävdes fram i en torvmosse 1921-1922 i Als i Danmark. Nydamskeppet är ett klinkbyggt skepp funnit i Nydam i Danmark från 300- eller 400-talet efter Kristus.

## Vikingatiden
Vid arkeologiska fynd eller utgrävningar från vikingatiden har man funnit båtar eller rester därav. Vikingarnas knarrar var fraktbåtar, breda med fylliga för- och akterskepp. Knarrar var riggade med råsegel, men var utrustade endast för ett fåtal roddare. Vikingarnas drakbåtar var båtar för snabba transporter av manskap, och var utrustade med ett stort antal roddare samt ett råsegel.
Galtabäcksskeppet är ett sentida vikingaskepp som har hittats i Sverige. Kalmarbåten är ett senare exempel på skeppsbyggnad, det första kända i Skandinavien med roder monterat påakterstäven. Tidigare kända skepp från antiken fram till kalmarbåten var utrustade med ett sidoroder.

### Medeltiden
Tyska Hansans fartyg, koggen, dominerade handeln i Östersjön under medeltiden. 
Under 1400-talet kom fartygen i norra Europa att byggas med kravellbyggda skrov, efterhand in på 1550-talet byggdes alla större fartyg med kravellbyggd bordläggning. Fabbrica di galere är en skriftlig redogörelse från år 1410 med ritningar och måttangivelser. År 1445 sammanställde Giorgio Timbotta en skriftlig redogörelse över skeppsbyggnad.

### Skalbyggnad respektive skelettbyggnad
Två olika metoder för att bygga ett skepp eller båt i trä har funnits, skalmetoden har varit den äldsta av dessa metoder och kan spåras långt tillbaka i sydöstra Medelhavet. Skalmetoden går så till att köl och stävar monteras tillsammans på stapelbädden, varefter bordläggningen påbörjas. Vid byggandet användes inga ritningar eller mallar för att forma skrovet, arbetet fortskred på fri hand med några enkla redskap för kontroll att skrovet förblev liksidigt. Runt Medelhavet och längs Asiens kuster byggdes farkoster i kravell med den här metoden så sent som in på 1970-talet . I norra Europa har det alltid byggts klinkbyggda båtar på det här sättet, den äldsta båt man känner till är Nydamskeppet. Skalmetoden har varit vanlig i Skandinavien in i modern tid, endast med hjälp av en lodbräda för den liksidiga kontrollen. Vid byggandet med skalmetoden byggs bottenstock och spanten in i skrovet först när det är bordlagt. Det färdiga resultatet är beroende på skeppsbyggmästarens kunskap och erfarenhet.
Skelettmetoden lämpar sig för kravellbyggnad, metoden finns på en målning från början 13-talet från Italien som visar skeppsbyggare i arbete med ett skepp enligt skelettmetoden. I norra Europa började holländare bygga med kravell efter skelettmetoden från omkring 1435 med hjälp av skeppsbyggare från Portugal. Englands kung Henrik VIII anlitade företrädesvis italienska skeppsbyggmästare för att bygga upp sin flotta. Skelettmetoden kräver förtillverkade spant och bottenstockar, dessa används samtidigt som mallar samt att fästa bordläggningen mot. För att kunna tillverka farkostens stomme behövs någon form av ritning eller ett liknande underlag för utformningen av spantens kurvor, stävar med mera. Vid byggande med skelettmetoden restes först en förtimring som tjänade som stomme vid monteringen av bordläggningen. Vid byggandet av regalskeppet Vasa anlitade Gustav II Adolf Henrik Hybertsson och hans bror Arendt de Groot från Nederländerna. Peter den store reste till Holland och England för att ta del av nyvunna kunskaper i skeppsbyggnad, samt värva folk som fått ta del av den grundläggande kunskapen. På samma sätt fördes kunskapen vidare till övriga länder för att bygga upp nya sjöstridskrafter samt handelsfartyg. Tidigare historiskt överfördes kunskap endast i familjen eller till någon annan närstående, den vunna erfarenheten i en generation överfördes till söner eller måg i nästa generation.

### 1600- och 1700-talet

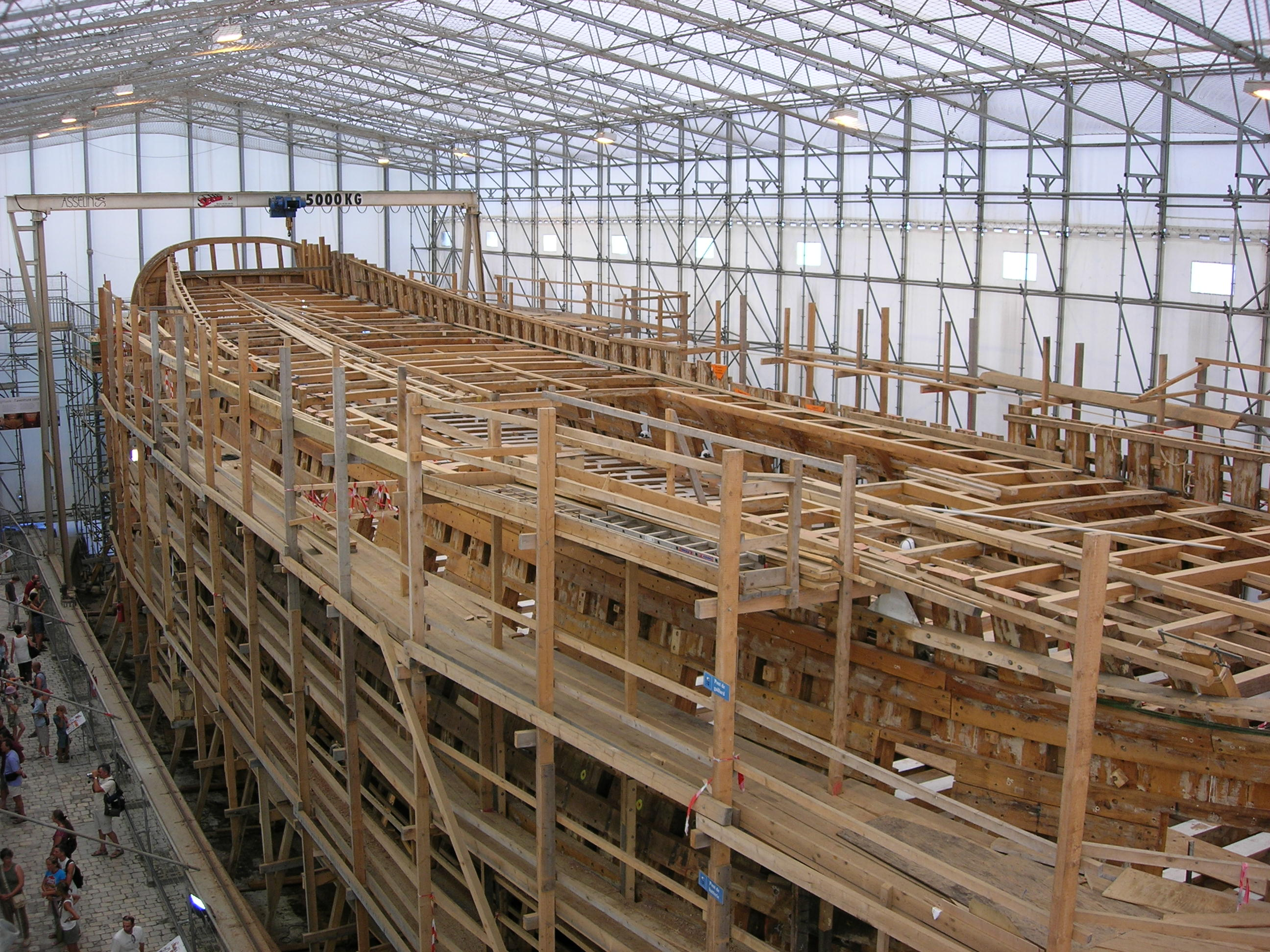
Rekonstruktion av det franska fregatten Hermione (1779)

Nederländerna och England var med sina kolonier världsledande inom skeppsbyggnad för civila och militära ändamål under 16- och 1700-talet. Först under 1600-talet påbörjades utvecklingen av den teoretiska vetenskapen att konstruera och bygga fartyg. Detta bidrog efterhand till att skeppen kunde byggas större och vara starkare dimensionerade och konstruerade. 1625 kom den första boken på tyska språket som behandlar skeppsbyggnad Arcitectura Novalis sammanställd av Joseph Fürttenbach. Tidigare byggdes alla fartyg efter empirisk grund, metoder att beräkna eller bestämma viktiga förutsättningar för ett fartygs beskaffenhet saknades. Fredrik Henrik af Chapman grundade ett nydanande av segelskeppen samt konstruktion av skrovet, bland annat teorin att tvärskeppssektionerna under vattenlinjen bör avtaga parallellt för över samt akteröver. Chapman använde Thomas Simpsons regel för att bestämma ett skrovs undanträngande vattenvolym. Fredrik Henrik af Chapmans architectura Navalis Mercatoria är ett verk med bland annat planscher på tre språk. I slutet av 1700-talet utfördes de första släpförsöken med skeppsmodeller för att fastställa motståndet i vatten av det tänkta skeppet man avsåg att bygga.        

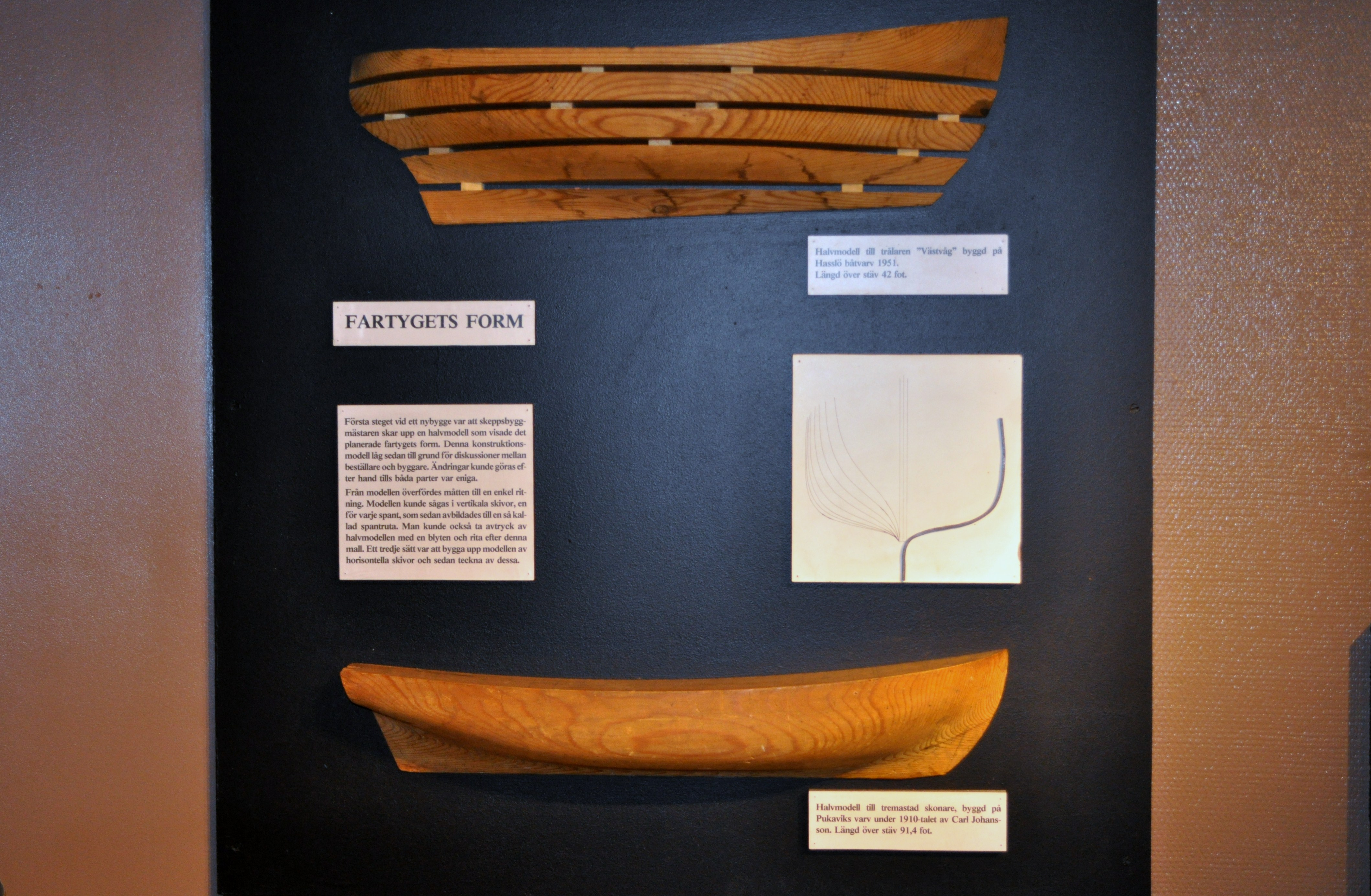
Halvmodell som beskriver vattenlinjer och skrovets form. Övre modell i bild trålare undre tremastad skonare

### Träfartygets uppbyggnad
Träbåtar och träskepps anatomi består i huvudsak av samma uppbyggnad, skillnaden består av de grövre dimensioner av material samt i större senare träfartyg olika smidda beslag för förstärkningar. De tidigare kända skeppen från Medelhavet var byggda efter skalmetoden, skrovet byggdes innan spant passades och monterades in. Skalmetoden har använts i nordeuropa vid klinkbyggnad in i modern tid vid byggande av mindre farkoster. Skelettmetoden utvecklades i medelhavsområdet från 600- till 1100-talet, spanten restes tillsammans med stävar på kölen varefter farkosten bordfylldes. Ett större träfartyg har en dubbel bordläggning, det vill säga båda sidorna om spantkonstruktionen invändig och utvändigt har en tät bordläggning. Spanten (timran) är tätare placerade i förhållande till varandra samt grovt dimensionerad. Mängden virke till ett träskepp är stor, trädstammar samt det grövsta grenverket, ibland även rotben fraktades till platsen för skeppsbygget. Krumma träd var extra värdefulla eftersom dessa har en inbyggd styrka vid framtagning av krumma detaljer i skrovets stomme, spanten, olika knän eller detaljer till förstärkningar. Fartygets stomme är sammanfogat med en mängd olika trädetaljer, dessa kan vara förbundna till varandra med olika laskar för att uppnå en större styrka. Grövre plank till bordläggning togs fram genom att klyva stockar genom att dela dessa med kilar, senare genom sågning. Plankor och balkar bearbetades till sin slutgiltiga form med yxor. Vissa bord i framförallt de nedersta bordläggningsstråken mot stävar, kunde behövas huggas vridna (vindor) med yxor. Tunna plank kunde göras mjuka med värme, basning varefter dessa gick att skeva eller böjas in mot den bakomvarande konstruktionen.

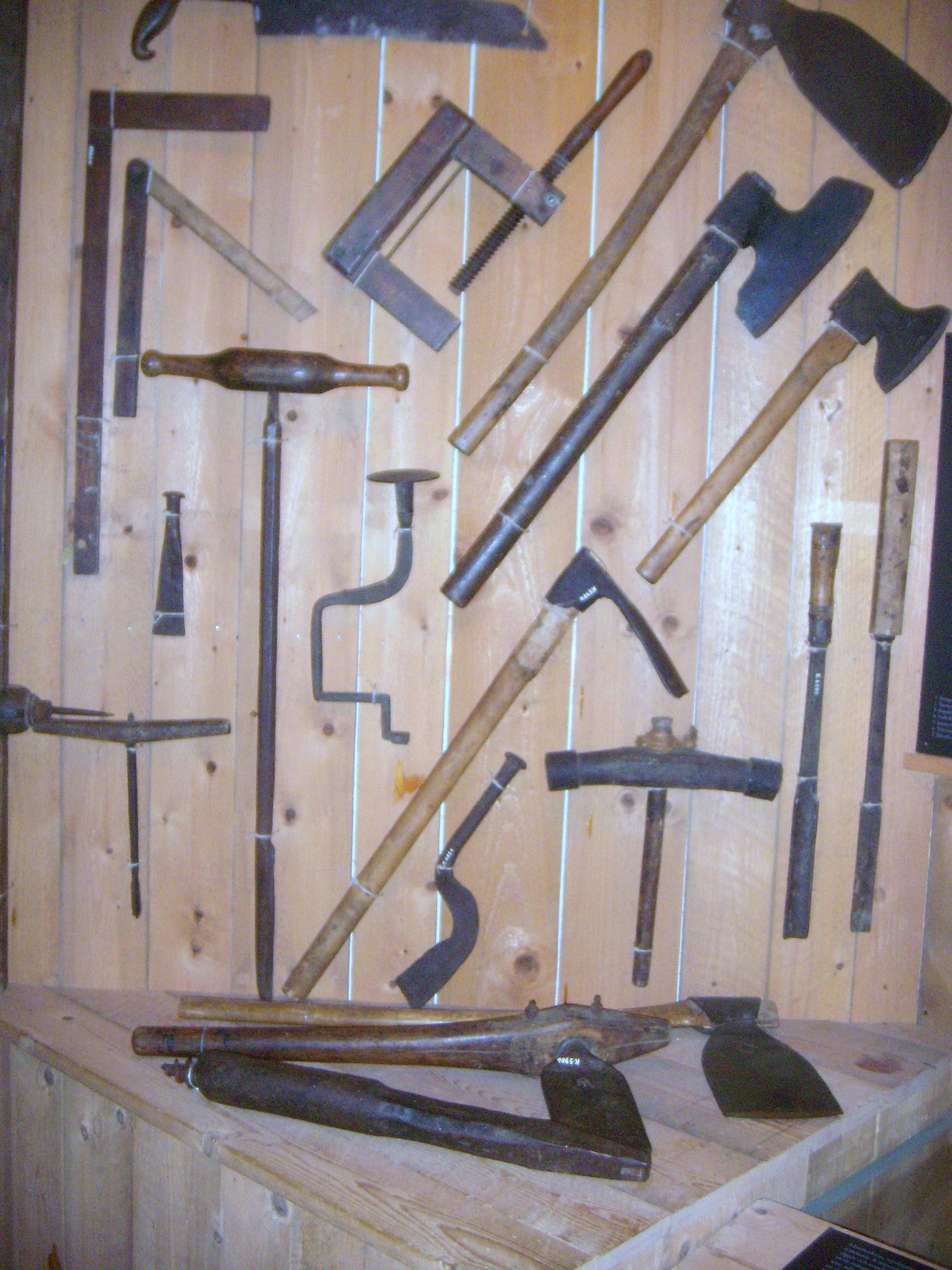
Skeppstimmermannens verktyg

### Verktyg
Verktygen som användes i skeppsbyggnad var de samma historiskt fram till på 1800-talet, olika yxor var det viktigaste verktyget. Det var ett mödosamt arbete med kilar att dela stockar till bordläggning samt den efterföljande bearbetningen med yxor. Sågen har funnits sedan antiken, kranbalksågen är känd sedan 900-talet och den användes i viss utsträckning. Mätverktyg var cirkelpassare, olika verktyg för längdmått, samt fasta vinklar eller smygvinkel. Lodet var ett av de viktigaste mätinstrumenten samt olika spända linor som skeppsbyggarna kontrollerade längder med. Vidare olika navare eller annan utrustning för att kunna borra för olika spikar eller bult. Hyvel för fin- eller grovhyvling samt en rad olika stämjärn för tappning eller falsning till exempel spunning. Verktyg för drivning av skrov och däck inför sjösättning eller översyn vid underhåll. Mekaniska hjälpmedel bestod av lyftkranar eller taljor för att lyfta tunga trädetaljer till sin tänkta plats i skeppsbygget. Ångmaskinen började tidigt att brukas till varierande ändamål, bland annat vid byggandet av ett klipperskepp 1850 i USA användes en ångdriven bandsåg med möjlighet att såga till grövre trädetaljer efter olika vinkling. När fartygen efterhand började byggas i järn och stål fordrades nya verkstäder och utrustning för till exempel bockmaskiner, valsmaskiner, eller stansning samt borrmaskiner. Senare tillkom även utrustning för gassvetsning samt elektrisk svetsning, även  lödning förekom till vissa detaljer i ett fartygs utrustning.

## Hantverkare
Känt är sedan vikingatiden med olika hantverkare efter syssla, hovudsmidre skeppstimmerman, stafnasmidr stävsmed, smed var alla som kunde forma trä eller järn, træsmed är det allmänna namnet för olika trähantverkare på det danska språket. Vidare behövdes hantverkare för tillverkning av master, repslagare, riggare, finsnickare, segelmakare, blockmakare samt Smeder, en yrkesgrupp som fick ett större inflytande över skeppsbyggnadsprocessen i och med övergången till järn- och stålfartygen. 
Senare tillkom yrkesgrupper som grov- och tunnplåtslagare, maskinister, elektriker med flera.         

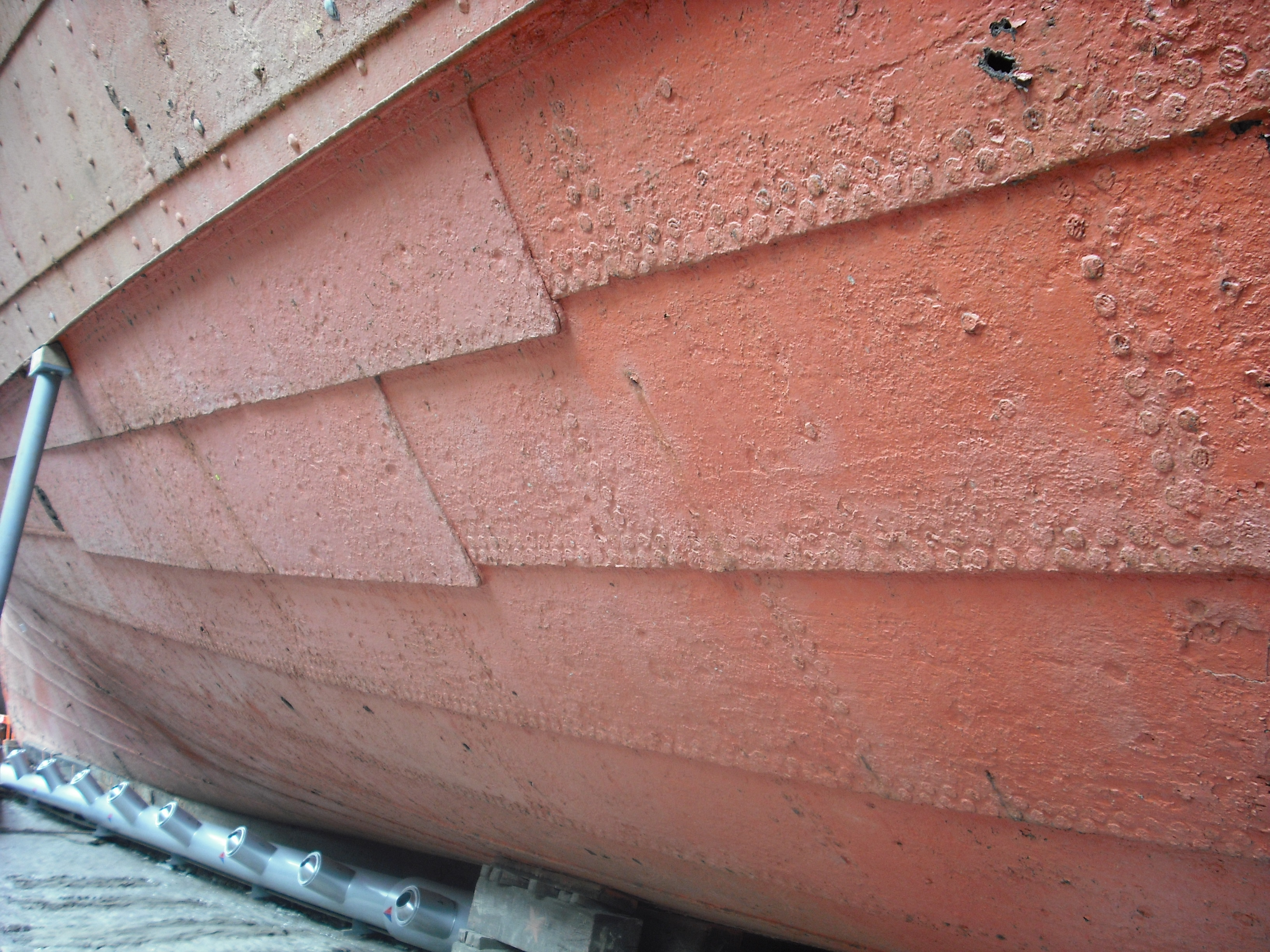
Järnplåt med överlapp liknande Klink på SS Great Britain

### Trä eller stål
Trä dominerade den flera tusentals år gamla skeppsbyggnadstekniken fram till 1800-talet, då stål och andra material tog över. En del träskepp kläddes med järnplåtar redan under 1700-talet. De sista träfartygen byggdes på en köl och spant av järn, varvid bordläggningen blev fäst mot spanten med nitar och bult. Ett av de större seglande träfartygen är Wyoming på 3.730 bruttoton, det var och är troligen den maximala storlek som det är möjligt att bygga ett träfartyg. Det kom att startas tillverkning av olika stålprofiler såsom I-balk och vinkelstål som användes till exempel till spant, däcksbalkar med mera. Dessa stålprofiler gjorde det möjligt att senare börja bygga fartyg med en stomme av stål. Fartyg med träbordläggning på en stålstomme kallades även kompositbyggda eftersom fartygets bärande stomme var olika I-balkar och vinkeljärn samt diagonala stålband som utgjorde den diagonala förstärkningen i skrov och däck. Valsad stålplåt började först tillverkas vid början av 1800-talets andra hälft.
Träfartyg byggdes i Skandinavien i stort sett hela 1900-talet, framförallt byggdes fiskefartyg eller militära specialfartyg såsom minsvepare. En del nybyggda segelfartyg har byggts efter gamla ritningar bland annat Ostindiefararen Götheborg med flera.

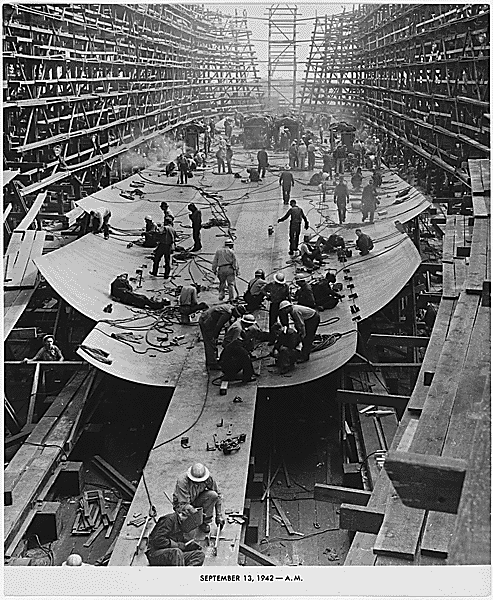
Byggande av ett Libertyfartyg i USA 1944

## Modern skeppsbyggnad
De första fartygen helt byggda av järn gjordes av smidd plåt, vilket var tidsödande på grund av den efterföljande nitningen. Denna konstruktion var att likna med klink, järnplåtar lades omlott. Nitning av plåtar utfördes mot spant samt vid falsar och skarvar. Nitning var tidsödande eftersom detta var ett manuellt arbete, senare kom maskiner som underlättade nitning. Den valsade stålplåten började tillverkas i mitten av 1800-talet, vilket underlättade framtagningen av bordläggningen, skott, däck med mera. Erfarenhet eller ingenjörer som kunde utföra beräkningen av ett större fartyg fanns ej, ingenjörer med erfarenhet av ångpannor blev pionjärer av utvecklingen av de första stålfartygen. Vid byggandet av fartyget SS Great Western för transatlantiktrafiken till New York, utfördes konstruktionsarbetet av en anställd i Great Western Railway. Ingenjören Isambard Kingdom Brunel 1806-1859), vars erfarenhet var från 29 års ålder att utföra konstruktioner av broar och dockor utförde konstruktionsarbetet.. Isambard Kingdom Brunel konstruerade tillsammans med John Scott Russell fartyget SS Great Eastern, var det första fartyg försedd med dubbelbotten, sjösatt 1859. Isambard K Brunel tog avstånd från att följa de tidigare allmänna konstruktionsregler för träfartyg. Ingenjören William Fairbairn även han med erfarenhet från järnvägar och stålbroar jämförde ett fartygsskrov i sjögång med en lådbro (tubular bridge).
England var den ledande i utvecklingen av järn och de senare stålfartygen, varven fanns i anslutning till koldistrikten. Kolet i de kustnära gruvorna var viktigt för tillverkningen av järn och stål samt för driften av ångmaskiner i industrin eller ombord i fartyg. Råvaran för tillverkningen av järn och stål kom i stor utsträckning från Sverige eller Ryssland. Skeppsarven låg utmed nordöstra Englands kust samt utefter floden Clyde, städer som Glasgow och Newcastle-upon-Tyne var kända för omfattande skeppsbyggnad. Det första helt svetsade fartyget som har löpt av en stapelbädd var byggt i Liverpool, England med namnet Fullagar sjösatt 1920 med en l.ö.a av 50 meter.
Mellankrigstiden utvecklade fartygsbyggandet med den nya tekniken att bygga stålfartyg, framförallt ökade sjökrigskrafterna sina flottor på världshaven. Ubåten utvecklades, fram till krigsslutet 1945 hade Tyskland som ensam nation producerat 1171 ubåtar. Henry J. Kaiser startade 1941 i USA byggandet av Libertyfartyg, dessa byggdes efter enhetliga ritningar med prefabricerade sektioner av skrov, överbyggnad och andra delar, fram till krigsslutet byggdes 2700 av dessa fraktfartyg. Alla spant, skott och plåtar för bordläggningen tillverkades oftast ej i direkt anslutning till varvet utan på olika verkstäder för att transporteras till de olika varven för att där fogas samman till sektioner eller större byggnadsdelar. De färdiga byggnadsdelarna monterades efterhand under fartygets fortlöpande byggnad, vissa förtillverkade byggnadsdelar kunde väga upp emot 100 ton. Tekniken att tillverka moduler har utvecklats ytterligare och använts i all modern skeppsbyggnad.

### Efterkrigstiden
Under 1950-talet var en normal tankbåts deplacement cirka 20 000 ton, men detta kom att 20-faldigas under de kommande 20 åren. Ny teknik, bland annat svetsautomater som förtillverkade moduler, gjorde att varvsarbetaren blev allt mer montör. Senare teknikutveckling har gjort det möjligt att överföra ritningens konturer till det material som ska bearbetas.
Den första atomdrivna farkosten var ubåten USS Nautilus (SSN-571) som sjösattes 1954 i USA. N/S Savannah sjösattes 21.7.1959 som världens första civila kärndrivna fartyg.Inte förrän 1968 byggdes det första atomdrivna fartyget – Otto Hahn – som dock skrotades redan efter tio år. 

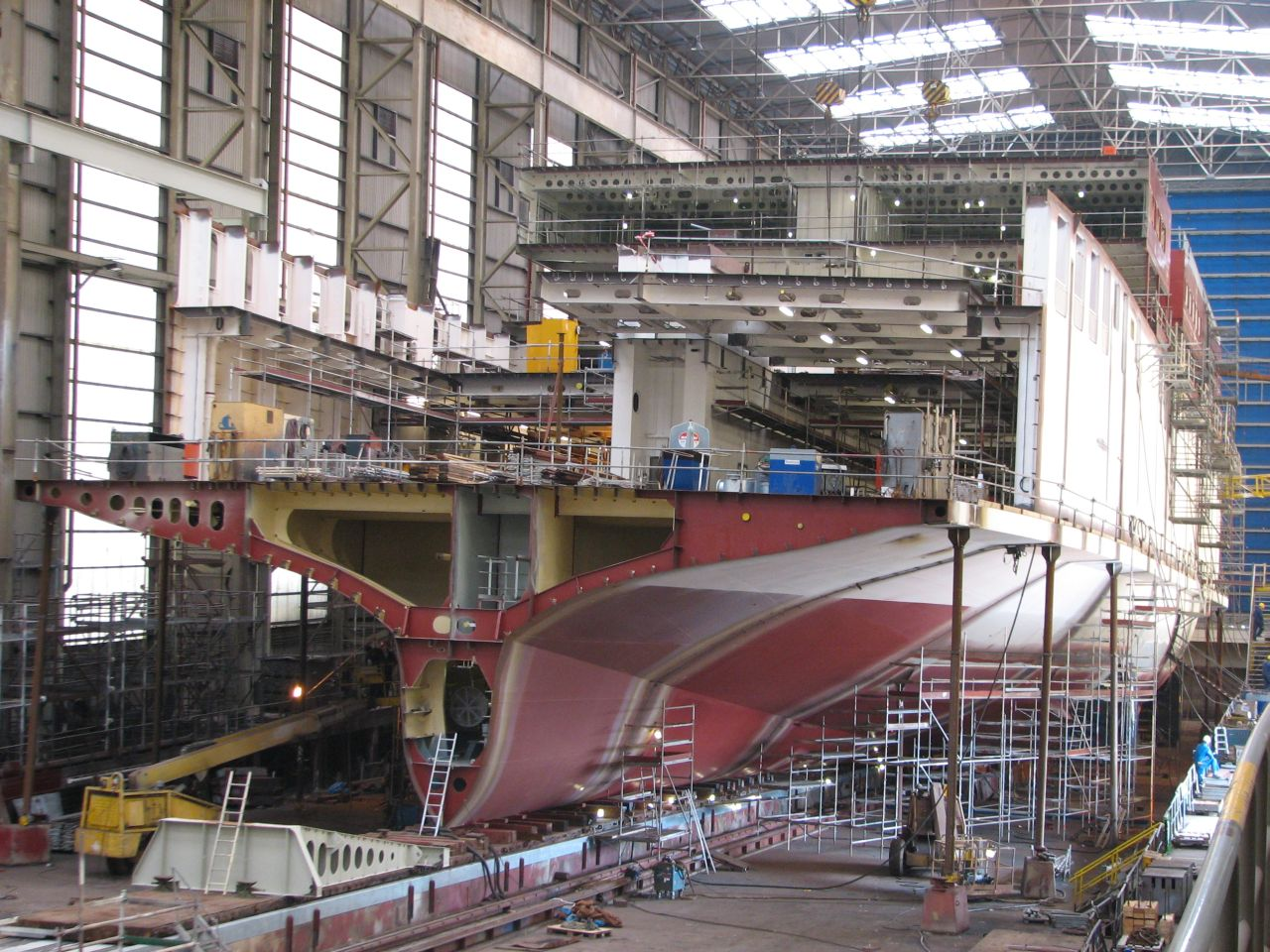
Fartyg under byggnad

### Framdrivning
Segel har haft stor betydelse för framdrivningen av fartyg under lång tid, de första segel som är avbildade har hittats i gravkammare i Egypten. Araber, fenicier och egyptier har använt segel långt innan det kom till den nordliga delen av Europa. Ångmaskinen var den första mekaniska drivkällan i ett fartyg, ett flertal försök utfördes av olika konstruktörer under de sista årtionden av 1700-talet. Ett av de första ångfartygen var konstruerat av Robert Fulton, och byggt 1807 för att gå i trafik på Hudsonfloden. Under det följande årtiondet påbörjades byggandet av, samt sjösattes flera ångfartyg för kommersiell sjöfart. J Humphry byggde ett ångfartyg som gick i reguljär trafik efter tidtabell mellan Berlin och Potsdam 1816. 
Propellern kom att efterträda de hjuldrivna fartygen, John Ericsson var en av pionjärerna. De koleldade ångmaskiner som drev fartygen var i behov av stora förråd av bränsle, kollasten hämmade möjligheten att föra kommersiell last. Dieselmotorn kom först till användning i en ubåt i tyska marinen, 1910 gjordes den första provturen, fram till 1918 byggdes nästan 400 ubåtar med dieselmotor. Det i Danmark byggda fartyget Selandia var det första handelsfartyg som var utrustat med dieselmotorer som drivkälla, det sjösattes 1911 med efterföljande jungfrufärd året därpå i februari. I modern skeppsbyggnad är det nästan uteslutande lågvarviga dieselmotorer som används, varvtalet är cirka 90 varv per minut.

### Skeppskonstruktion
Skrovets konstruktion är avgörande för fartygets sjövärdighet, förmågan att bära last och dess totala ekonomi. Olika konstruktioner har olika förutsättningar samt beroende av det specifika fartygets användningsområde. Förhållandet mellan längd och bredd är två av de avgörande faktorerna, ett långt smalt fartyg är snabbare men lastar mindre än ett bredare med samma längd som med sin konstruktion är långsammare. En kompromiss utefter en prioritetsordning är en förutsättning vid en konstruktion av ett nytt fartyg. Användandet av ritningar i fartygskonstruktion fick större spridning först under 1800-talet; tidigare byggdes skeppen efter erfarenhet och användandet av skeppsmodeller.
Vid ritningars mer allmänna bruk blev det vanligt att tillverka en halvmodell som visar endast den ena symmetriska halvan av det tänkta skrovet. En linjeritning utgör endast den ena sidan av det symmetriska skrovet samt innehåller spantruta och planritning. På linjeritningen projekteras skrovets yttre konturer från sidan med de olika vattenlinjerna.
Konstruktionsvattenlinjen Kvl, är den teoretiska vattenlinjen för att få en utgångspunkt. Den verkliga vattenlinjen kan vara avvikande när farkosten sätts i sjön samt erhållit sin kompletta utrustning exklusive last.
Övriga vattenlinjer placeras parallellt med Kvl med parallella avstånd ifrån varandra. Spantrutan eller Konstruktionsspantet visar farkostens tvärsektioner med noll-spantet beläget midskepps med utgångspunkt av den största höjden, djupet samt bredden på de olika planen vid var och en av de utsatt vattenlinjerna. Akterut och förut vid noll-spantet ritas spantsektioner in med exakt inbördes avstånd föröver respektive akteröver. Planritningen är skrovet sett från ovan vid varje plan där konturen av respektive spantsektions linje möter varandra vid de olika vattenlinjerna. Ett modernt fartygs skrov har större parallell bredd i fartygets längdriktning med lodräta skrovsidor än äldre fartygstyper, detta för att kunna föra så mycket last som möjligt. En konstruktionsritning ligger till grund för att ett utslag i full skala som görs i mallboden eller mallvinden, byggnadsdetaljer projekteras i full skala på golvet för att kunna överföras till mallar. Mallarna ligger till grund för vilken välvning de olika plåtarna ska valsas för till exempel skrovet eller andra detaljer krumma detaljer. Till mindre fartyg framställs ett mallställ i full skala för de olika spantsektionerna.

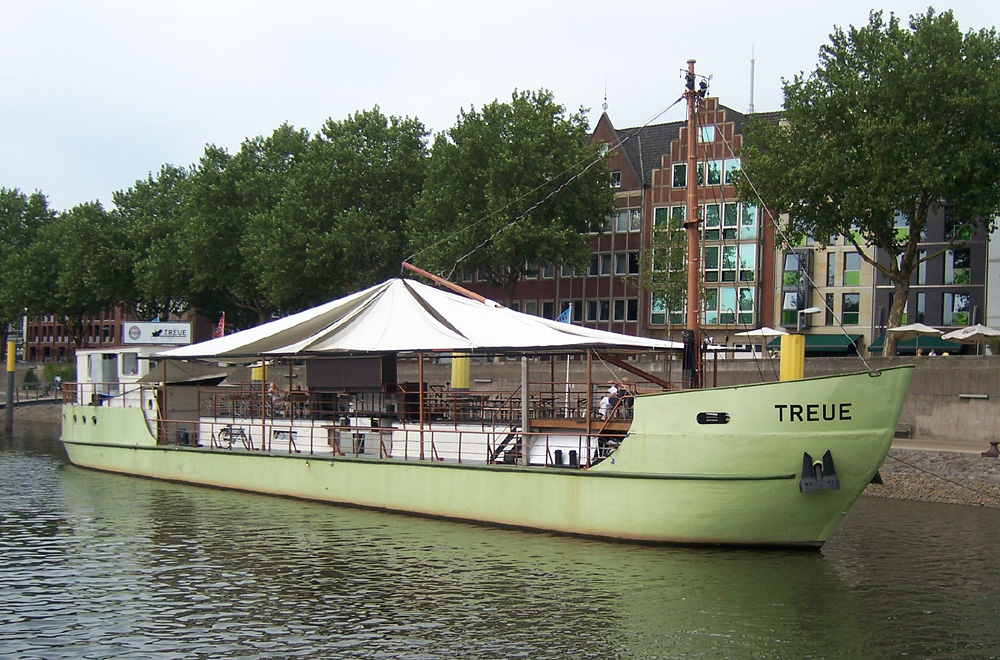
Ett fartyg i betong vid kaj i Bremen

### Betong
Betong, (ferrocement, på engelska Ferro-Concrete) har även spelat en roll i skeppsbyggnad, redan 1892 byggdes en skonare i USA i armerad betong. Metoden kom till Italien 1896, där byggdes endast några mindre farkoster. Ytterligare länder såsom Österrike-Ungern och Schweiz byggde farkoster med armerad betong i mindre omfattning. Tyskland och England sjösatte betongfartyg 1908, Nederländerna 1910 för att följas av Norge samma år. I Norge byggdes vid ett antal olika varv fartyg i betong med upp till 1000 ton dödvikt fram till 1920- talet, det största fartyget var på 1400 dödvikt. Även i Danmark och Sverige byggdes det olika fartyg i betong, bland annat byggde AB Marinbetong i Nyköping tre stycken färjor 1919 med en L.ö.a av 26,50 meter. Färjan mellan Resarö och Vaxholm byggdes 1933 med en l.ö.a av 17,73 meter och 135 dödvikt. Armerad betong användes främst vid byggande av färjor, pråmar eller bogserbåtar, även flytdockor blev byggda. I USA byggdes ett större antal fartyg i armerad betong, den samlade lastkapaciteten där uppgick till 135 000 ton dödvikt fram till 1919. Några av dessa fartyg var åtta st tankfartyg med 7500 ton dödvikt vardera, samt ett 70-tal mindre fartyg.

### Glasfiberarmerad plast
Glasfiberarmerad polyester används till att bygga fartygsskrov, däcket samt den övriga invändiga grundkonstruktionen. Från slutet av 1950-talet har det byggts nästan uteslutande fritidsbåtar av glasfiberarmerad polyester. Efterhand har teknik och kunskap angående materialets egenskaper blivit bättre varvid det även byggs till exempel minsvepare eller kustbevakningsfartyg samt fiskefartyg av det här materialet, längder på skrovet kan vara upp emot 50 meter. Konstruktionen går till på så vis att mallar placeras på golvet upp och ned, skrovet byggs med botten upp. Mallarna bordläggs med divinycell som är ett hårt skumplastmaterial, den efterföljande beläggningen med glasfiber och polyester påbörjas och läggs lager för lager med mellanvarande härdning till önskad materialtjocklek. Vid uppnådd tjocklek och efterföljande grundmålning vändes skrovet och ställs i ett båtskrå för att beläggas med glasfiber och polyester på insidan. Olika skot samt tvärs- och längsgående förstärkningar utförs även i divinycell som belägges med glasfiberarmerad polyester. Även däck och förekommande överbyggnader framställs med denna teknik. Kärnan av divinycell mellan det yttre och inre laminatet kan ha en tjocklek från 30 mm och uppåt beroende på storleken av fartyget. Laminatets tjocklek varierar från 10 mm på den inre sidan av bordläggningen, till en laminattjocklek av skrovet på 15 till 20 mm på utsidan.

### Aluminium
Började användas bland annat inom krigsindustrin som behövde lätta båtkonstruktioner.